# Walckenaeria gomerensis
Walckenaeria gomerensis là một loài nhện trong họ Linyphiidae.
Loài này thuộc chi Walckenaeria. Walckenaeria gomerensis được Jörg Wunderlich miêu tả năm 1987.